# Springfield Township (Union County, New Jersey)

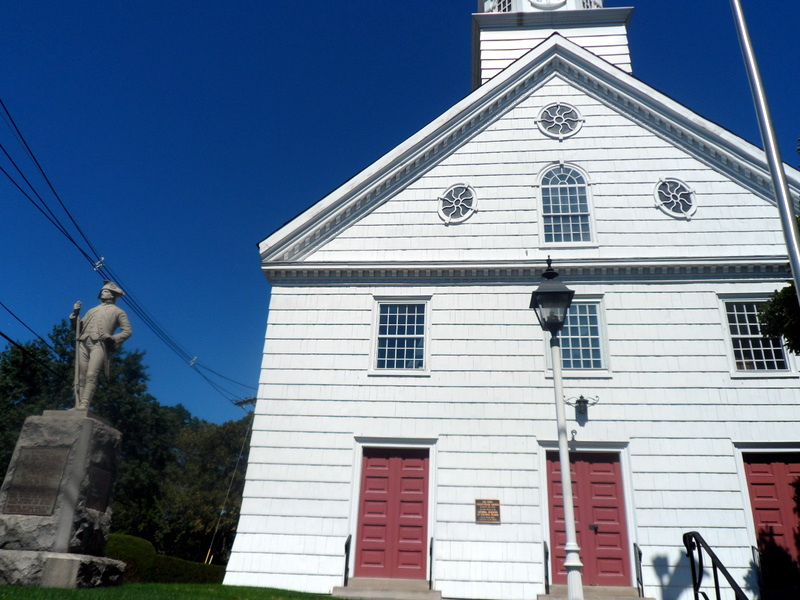
Kirche in Springfield Township

Springfield Township ist ein Township im Union County, New Jersey, USA. 
Das U.S. Census Bureau ermittelte bei der Volkszählung 2020 eine Einwohnerzahl von 17.178.
Springfield wurde 1793 gegründet.

## Geographie
Nach den Angaben des United States Census Bureaus hat die Stadt eine Gesamtfläche von 13,3 km2, wobei keine Wasserflächen miteinberechnet sind.

## Demographie
Nach der Volkszählung von 2000 gibt es 14.429 Menschen, 6.001 Haushalte und 4.014 Familien in der Stadt. Die Bevölkerungsdichte beträgt 1.081,8 Einwohner pro km2. 89,72 % der Bevölkerung sind Weiße, 3,72 % Afroamerikaner, 0,02 % amerikanische Ureinwohner, 4,69 % Asiaten, 0,00 % pazifische Insulaner, 0,96 % anderer Herkunft und 0,89 % Mischlinge. 4,14 % sind Latinos unterschiedlicher Abstammung.
Von den 6.001 Haushalten haben 27,0 % Kinder unter 18 Jahre. 56,9 % davon sind verheiratete, zusammenlebende Paare, 7,3 % sind alleinerziehende Mütter, 33,1 % sind keine Familien, 28,7 % bestehen aus Singlehaushalten und in 14,7 % Menschen sind älter als 65. Die Durchschnittshaushaltsgröße beträgt 2,40, die Durchschnittsfamiliengröße 2,98.
20,6 % der Bevölkerung sind unter 18 Jahre alt, 4,7 % zwischen 18 und 24, 29,4 % zwischen 25 und 44, 24,7 % zwischen 45 und 64, 20,6 % älter als 65. Das Durchschnittsalter beträgt 42 Jahre. Das Verhältnis Frauen zu Männer beträgt 100:89,3, für Menschen älter als 18 Jahre beträgt das Verhältnis 100:86,0.
Das jährliche Durchschnittseinkommen der Haushalte beträgt 73.790 USD, das Durchschnittseinkommen der Familien 85.725 USD. Männer haben ein Durchschnittseinkommen von 55.907 USD, Frauen 39.542 USD. Der Prokopfeinkommen der Stadt beträgt 36.754 USD. 3,1 % der Bevölkerung und 1,8 % der Familien leben unterhalb der Armutsgrenze, davon sind 1,0 % Kinder oder Jugendliche jünger als 18 Jahre und 5,8 % der Menschen sind älter als 65.

## Schule
In Springfield steht die Jonathan Dayton High School, welche nach dem US-amerikanischen Politiker Jonathan Dayton benannt wurde.